# Dominique Bouhours

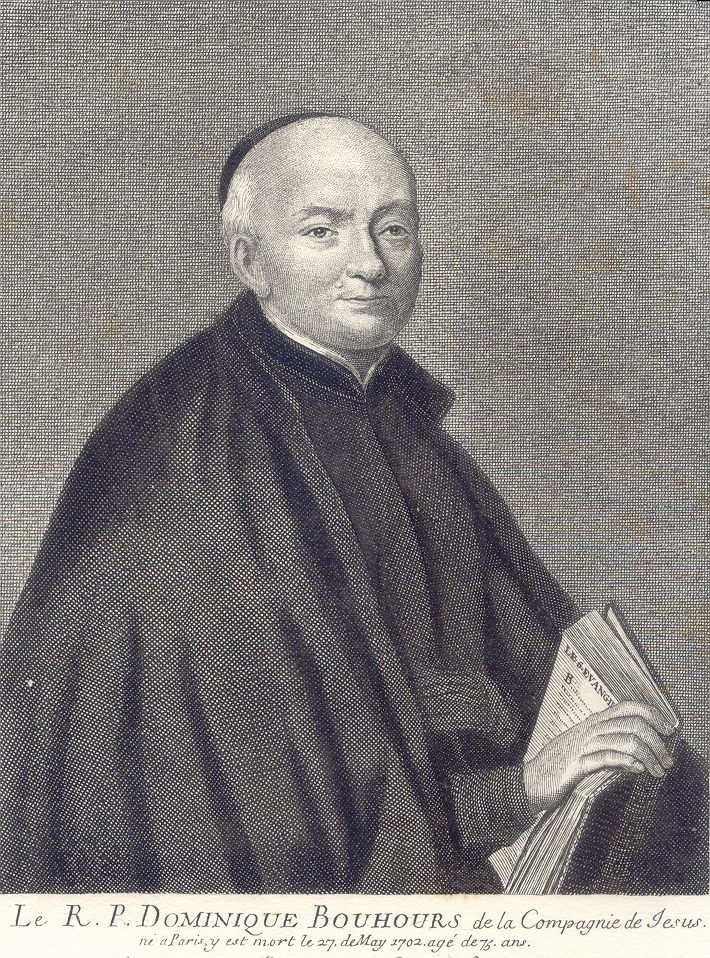
Reverendo Dominique Bouhours S.J.

Dominique Bouhours (15 de mayo de 1628 - 27 de mayo de 1702) fue un sacerdote jesuita francés, ensayista, gramático, y neocrítico clásico.  Nació y murió en París.

## Vida
Bouhours entró en la Compañía de Jesús a los 16 años, y fue nombrado para leer conferencias sobre literatura en el Collège de Clermont en París, y también sobre retórica en Tours y Rouen. Después se convirtió en tutor privado de los dos hijos de Henri II d'Orléans, duque de Longueville.
Fue enviado a Dunkirk al centro de refugiados Romanist del Commonwealth de Inglaterra, y en medio de sus ocupaciones misioneras publicó varios libros. En 1665 o 1666 regresó a París, y publicó, en 1671, Les Entretiens d'Ariste et d'Eugène, libro que fue reimpreso en París cuatro veces, dos veces en Grenoble, y después también en Lyon, Bruselas, Ámsterdam, Leiden y otras ciudades. El trabajo consta de seis conversaciones (entretiens) entre dos amigos, cuyos nombres —derivados del griego y el latín— significan «bien-nacido», en el modo discursivo y agradable del amateur bien informado que se había establecido en los salons— «las conversaciones libres y familiares que tienen las personas bien criadas (honnêtes gens, un sustantivo compuesto de las précieuses de los salons) cuando son amigos, y que no dejan de ser astutos, e incluso entendidos, aunque uno nunca sueña allí con hacer espectáculo de ingenio, y el estudio no tiene ninguna parte en él». Los temas, eruditos pero desprovistos de pedantería, son el mar, considerado como un objeto de contemplación, la lengua francesa, los secretos, el ingenio cierto («Le Bel Esprit»), lo inefable («Le je ne sais quoi») y lemas («Ingenia»); todo expresado en un modismo impecable y con alusiones fáciles a los clásicos o a Torquato Tasso. La popularidad del discurso de Bouhours y su heurística en Entretiens se extendió hasta Polonia, donde Stanisław Herakliusz Lubomirski lo imitó en Diálogos de Artakses y Ewander.
Sus pensamientos en los esquivos je ne sais quoi que estaban en boga en el siglo XVII, expresado a través de sus personales, terminan por calificarlo de un misterio que escapada a una investigación racional. Esta obra fue determinada por su presencia delicada, su gracia y encanto invisible, el sentido de qué complace o desagrada tanto en la Naturaleza así como en el Arte, y quedó como una parte esencial del vocabulario crítico francés hasta el advenimiento del Romanticismo.
Su obra Doutes sur la langue française proposés aux Messieurs de l'Académie française (París, 1674; segunda edición, corregida, 1675) fue descripta como «la más importante y mejor organizada en sus comentarios numerosos en la lengua literaria de su tiempo» cuando fue publicada en una edición crítica. Sus dudas están reunidas bajo cinco títulos: Vocabulario, Frases y colocaciones del idioma, Construcciones gramaticales, Claridad y Consistencia estilística; en cada caso poniendo menciones literarias bajo escrutinio. Sus estándares, expresados en las sugerencias que ofrecía para mejorar cada ejemplo, mostraron el camino más allá de las ambigüedades, rodeando yuxtaposiciones incongruentes y construcciones desprolijas. El trabajo fue ampliamente aceptado y los estándares de Bouhours son todavía la norma aceptada entre lectores cultos hoy.
El capital de sus otros trabajos fueron La Manière de bien penser sur les ouvrages d'esprit (1687), el cual apareció en Londres en 1705 bajo el título, The Art of Criticism, Vie de Sant Ignace de Loyola (1679), Vie de Santo François Xavier (1682), y una traducción del Nuevo Testamento a francés (1697). Sus cartas contra el Jansenismo tuvieron una amplia circulación. Su práctica de publicar libros seculares y trabajos de devoción alternadamente llevó a la creación del leitmotiv: qu'il servait le monde et le ciel par semestre (que sirvió al mundo y al cielo por semestres). Bouhours murió en París en 1702.
Según el libro Lengua madre, de Bill Bryson, las últimas palabras de Bouhours en su lecho de muerte fueron: «estoy a punto de —o voy a— morir: cualquier expresión es correcta».